# Konsumkredit
Unter Konsumkredit (Konsumentenkredit) versteht man Bankkredite, die der Finanzierung von Konsumgütern oder Dienstleistungen bei Verbrauchern dienen.    

## Allgemeines
Bankkredite lassen sich unter anderem auch nach dem vorgesehenen Verwendungszweck des Kredits unterscheiden. Dabei gibt es bei natürlichen Personen als Kreditnehmer neben dem Konsumkredit auch die der Liquiditätssicherung dienenden Dispositionskredite, die meist kurzfristige Laufzeiten (< 1 Jahr) besitzen und üblicherweise nicht zweckgebunden sind. Der Konsumkredit ist hingegen meist mittelfristiger bis langfristiger Natur (> 2 Jahre bis zu 5 Jahre) und oft zweckgebunden. Außerhalb des Bankbereichs gibt es als Substitut zum Konsumkredit noch Lieferantenkredite, Leasing, den Teilzahlungskredit oder „anschreiben lassen“ (etwa der Bierdeckel). Der Konsumkredit bietet die Möglichkeit, den hauswirtschaftlichen Bedarf bereits im Vorgriff auf zukünftige Einkommen des Haushalts zu decken. Die dabei entstehenden Schulden werden manchmal auch als „Konsumschulden“ bezeichnet. Konsumkredite dienen nicht-gewerblichen, rein privaten Zwecken und gelten bei Kreditinstituten im Rahmen des Kreditgeschäfts als Bankgeschäft im Sinne des § 1 Abs. 1 Nr. 2 KWG. Wegen der erheblichen Bedeutung des Konsumkredits für die private Nachfrage und der damit verbundenen konjunkturpolitischen Wirkung mussten die Kreditinstitute ab 1963 der Bundesbank die Höhe der gewährten Konsumkredite melden. Die Bundesbank definiert Konsumentenkredite als „Kredite, die zum Zwecke der persönlichen Nutzung für den Konsum von Gütern und Dienstleistungen gewährt werden“. Konsumkredite gelten als häufige Ursache von Überschuldung.

## Kreditanlass
Während beim Investitionskredit der Cashflow und bei der Immobilienfinanzierung die Wertsteigerung und das eingesparte Nutzungsentgelt entscheidend ist, gibt es beim Konsumkredit keinen eindeutigen Gegenstand, aus dem sich die Rückzahlbarkeit des Kredites ablesen ließe. Seine Tilgung erfolgt meist aus dem Einkommen der Kreditnehmer. Die mit ihm finanzierten Konsumgüter dienen dem privaten Konsum, wobei zwischen Verbrauchsgütern (Nahrungsmittel, Genussmittel, Brennstoffe) und Gebrauchsgütern (Hausrat, Schmuck, Kraftfahrzeuge) zu unterscheiden ist. Bei den Gebrauchsgütern kann der Konsumkredit für deren Erstanschaffung oder Ersatzanschaffung dienen. Immobilienfinanzierungen werden hingegen nicht zu den Konsumkrediten gerechnet; allenfalls können Baumaterialien für Reparaturen und Sanierungen mit Konsumkrediten finanziert werden. Die Laufzeit der Konsumkredite orientiert sich grob an der Nutzungsdauer der finanzierten Vermögensgegenstände und übersteigt in der Regel nicht 5 Jahre.

## Kreditbedingungen
Kreditinstitute verlangen in ihren Kreditkonditionen im Regelfall den Einsatz von Eigenkapital zwischen 10 % und 25 % des Kaufpreises, Vollfinanzierungen bilden die Ausnahme. Durch den Eigenkapitaleinsatz kann das Kreditrisiko verringert werden, während der Kreditnehmer hiermit auch die Übernahme eines eigenen finanziellen Risikos beweisen kann. Konsumkredite können als Blankokredite gewährt werden oder sind insbesondere bei längeren Laufzeiten zu besichern. Als Kreditsicherheiten kommen üblicherweise die angeschafften Gebrauchsgüter in Frage, die im Wege der Sicherungsübereignung (Hausrat), Sicherungsübereignung von Kraftfahrzeugen oder Grundschulden zum Einsatz kommen. Zudem ist auch die Lohn- und Gehaltsabtretung banküblich. Als Beleihungsunterlagen kommen Kaufverträge über gekaufte Gegenstände und Einkommensnachweise der Kreditnehmer in Frage. Meist wird der Kredit streng zweckgebunden zur Verfügung gestellt. Seine Tilgung erfolgt in der Regel als Ratenkredit oder auch endfällig, seltener ist das Annuitätendarlehen.

## Schweiz
Konsumkredite unterliegen in der Schweiz dem Konsumkreditgesetz (KKG) vom 1. Januar 2003. Sie werden dort oft auch als Privatkredite bezeichnet. Nicht zu den Konsumkrediten gehören grundpfandrechtlich (§ 7a KKG) oder sonst wie (§ 7b KKG) gesicherte Kredite, so dass der Konsumkredit in der Schweiz ein typischer Blankokredit darstellt. Außerdem gelten als Konsumkredite nur Kredite bis zu 80 Tausend Schweizer Franken (§ 7e KKG) oder die innerhalb von 3 Monaten getilgt sind oder mit höchstens 4 Raten in einem Jahr zurückgezahlt werden (§ 7f KKG).

## Angelsächsischer Sprachraum
Hier heißen Konsumkredite wörtlich übersetzt englisch consumer credits, sie werden meist im Zusammenhang mit der Nutzung von Kreditkarten oder Kundenkarten, bei der Autofinanzierung oder Einzelhandelsfinanzierung in Anspruch genommen.